# Planispectrum bengalensis
Planispectrum bengalensis är en insektsart som först beskrevs av Ludwig Redtenbacher 1906.  Planispectrum bengalensis ingår i släktet Planispectrum och familjen Heteropterygidae. Inga underarter finns listade i Catalogue of Life.